# Harcourt Ommundsen
Harcourt Ommundsen (født 23. november 1878, død 19. september 1915) var en britisk skytte, som deltog i to olympiske lege før første verdenskrig.
Ommundsen var søn af en norsk skibsmægler og dennes skotske hustru. Han arbejdede som kontormand for en advokat, før han kom ind i den britiske hær. Han vandt flere skotske og nationale konkurrencer i de første år i 1900-tallet. I 1908 blev han ansat hos et våbenfirma og arbejdede her med fremstilling og salg.
Han stillede op for Storbritannien ved OL 1908 i London i holdkonkurrencen i militærriffelskydning over flere distancer. Her var han bedste brite på holdet, der desuden bestod af Fleetwood Varley, Arthur Fulton, Philip Richardson, Walter Padgett og John Martin, og briterne vandt sølv med 2496 point efter amerikanerne med 2531 point, mens Canada fik bronze med 2439 point.
Han var igen med ved OL 1912 i Stockholm, hvor han stillede op i to militærriffeldiscipliner. I den individuelle konkurrence over 600 m blev han nummer syv, mens han i holdkonkurrencen igen var bedste brite på holdet, der derudover bestod af Henry Burr, Edward Skilton, James Reid, Edward Parnell og Arthur Fulton. Briterne blev også her nummer to med 1602 point efter amerikanerne med 1687 point, mens svenskerne fik bronze med 1570 point.
Ommundsen var medforfatter til bogen Rifles and Ammuniton: And Rifle Shooting, et indflydelsesrigt værk for skytter. Han var desuden noget af en opfinder, der var indehaver (alene eller sammen med andre) af adskillige patenter. 
Han kæmpede i en britiske hær under første verdenskrig og blev dræbt, da et granathylster landede ved hans kompagnis hovedkvarter.